# Big Hit Music
A Big Hit Music (빅히트 뮤직 () ; korábban Big Hit Entertainment ) egy dél-koreai lemezkiadó, amelyet 2005-ben Pang Szi-hjok alapított. Anyavállalata, a Hybe Corporation, korábban Big Hit Entertainment Co. Ltd., 2021 márciusában Big Hit Music néven márkanévvé tette  Ettől az időponttól kezdve a társaság I Hjon szólistát, valamint a BTS és a TXT (Tomorrow x together) fiúcsoportokat irányítja - korábban Im Dzsonghi szólista, valamint a 8Eight, a 2AM és a Glam csoportok kiadója volt.

## Története

### 2005–2021: Big Hit Entertainment

Big Hit Entertainment logó 2005 és 2021 között

A Big Hit Entertainment 2005. február 1-jén alakult  és 2007-ben írta alá a 8Eight  2010-ben a társaság közös vezetési szerződést kötött a JYP Entertainment céggel a 2AM fiúcsoport miatt. Abban az évben Pang Szi-hjok leszerződtette az RM-t a BTS első tagjának, és országos meghallgatásokat indított a csoport többi tagjának toborzására  BTS a Big Hit alatt debütált 2013. június 13-án.
2012-ben a cég leszerződtette Im Dzsonghi-t  és a Source Music-szal együttműködve megalakította a GLAM lánycsoportot. A csoport 2014-ig aktív volt, amikor feloszlatták az egyik tagját, Kim Dahi-t érintő vita miatt - Kimet börtönre ítélték, miután bűnösnek találták I Bjonghon színész zsarolásában.
A Big Hit és a JYP közös szerződésének 2014. áprilisi lejártát követően a 2AM három tagja visszatért a JYP Entertainmenthez, míg I Csangmin a Big Hitnél maradt, hogy folytathassa szólópályafutását és a Homme duó részeként. Ebben az évben a 8Eight is felbomlott, miután Pek Csan és Dzso Hi szerződése lejárt a Big Hit-tel. 2015 májusában Im Dzsonghi hároméves szerződése lejártát követően elvált az ügynökségtől.
2018 februárjában a Homme feloszlott, miután Changmin tag szerződése lejárt. Elhagyta az ügynökséget, hogy saját ügynökséget alapítson, míg I Hjon szólistaként folytatta munkáját. Októberben a BTS megújította és további hét évre meghosszabbította szerződését az ügynökséggel. A Big Hit 2019 márciusában debütált második férfi csoportjával, a Tomorrow X Together (TXT)-vel.

### 2021-jelen: Átnevezés Big Hit Musicra
2021. március 10-én számos sajtóorgánum beszámolni kezdett a Big Hit Entertainment híréről, amely állítólag megváltoztatta a nevüket HYBE Corporation-re. Ugyanezen a napon később a cég maga jelentette be szándékát, hogy nevét HYBE Corporation-re változtassa, a nyilatkozatukban ez olvasható: "... a világ minden táján megnyugtató és inspiráló embereket zenénk és előadónk révén a Big Hit Entertainment továbbra is újszerű innovációkat hajt végre a zenében. ipari üzleti modell. A Big Hit arra törekszik, hogy a világ legjobb zenei alapú szórakoztató életstílusú platformvállalatává váljon ".
2021. március 19-én a Big Hit Entertainment Co., Ltd. bejelentette, hogy új márkanevet adtak a vállalatnak annak érdekében, hogy illeszkedjen az új arculathoz és új távlatokat érjen el a meglévő üzleti területein. A Big Hit Entertainment az idő előrehaladtával többkiadós vállalattá nőtte ki magát, amely különböző vállalkozásokban és területeken működik és szolgál, így Pang Szi-hjok vezérigazgató és társalapító úgy látta, hogy a Big Hit Entertainment név nem fedi le teljesen a valóságos jelentést és célt. a cég. A Big Hit Entertainment olyan területeken kezdett dolgozni, amelyekre hagyományosan nem vonatkoznak szórakoztató vállalatok, például a 360 üzleti, az IP üzleti és az oktatási szektor. Emiatt a Big Hit Entertainment neve már nem illett az ügynökséghez, és új névre volt szükségük.
Az előadás során bejelentették, hogy a Big Hit identitás nem fog elveszni, és új al-kiadó jön létre. Ugyanebben az eseményben bejelentették a Big Hit Music-ot ennek az új kiadónak a hivatalos neveként, így a HYBE Corporation és a HYBE Labels részévé vált. Ez az új kiadó a HYBE Corporation-től függetlenül működik a zene gyártása, az előadói menedzsment és a rajongói kommunikáció területén.
Az átnevezés 2021. március 31-én lépett hatályba.

## Művészek
| - BTS - TXT - GFRIEND - I Hjon - RM - Agust D - J-Hope - Jimin - V (énekes) | - "Hitman" Bang - Slow Rabbit - Adora - Pdogg - Supreme Boi - Docskim - Ghstloop - El Capitxn - Hiss Noise - Suga - RM - J-Hope - Szon Szongduk |

## Volt művészek
- K.Will (2006–2007)
- 2AM (2010–2014, a JYP Entertainment által is menedzselve)
  - Dzso Kvon (2010–2014)
- 8eight (2007–2014, a Source Music által is menedzselve)
- Glam (2012–2015, a Source Music által is menedzselve)
- Im Dzsonghi (2012–2015)
- David Oh (2011–2016) [25]
- Homme (2010–2018)
  - Changmin (2010–2018)

## Fordítás
Ez a szócikk részben vagy egészben  a   Big Hit Music című angol Wikipédia-szócikk ezen változatának fordításán alapul.  Az eredeti cikk szerkesztőit annak laptörténete sorolja fel. Ez a jelzés csupán a megfogalmazás eredetét és a szerzői jogokat jelzi, nem szolgál a cikkben szereplő információk forrásmegjelöléseként.